# Heliodor Szwejkowski

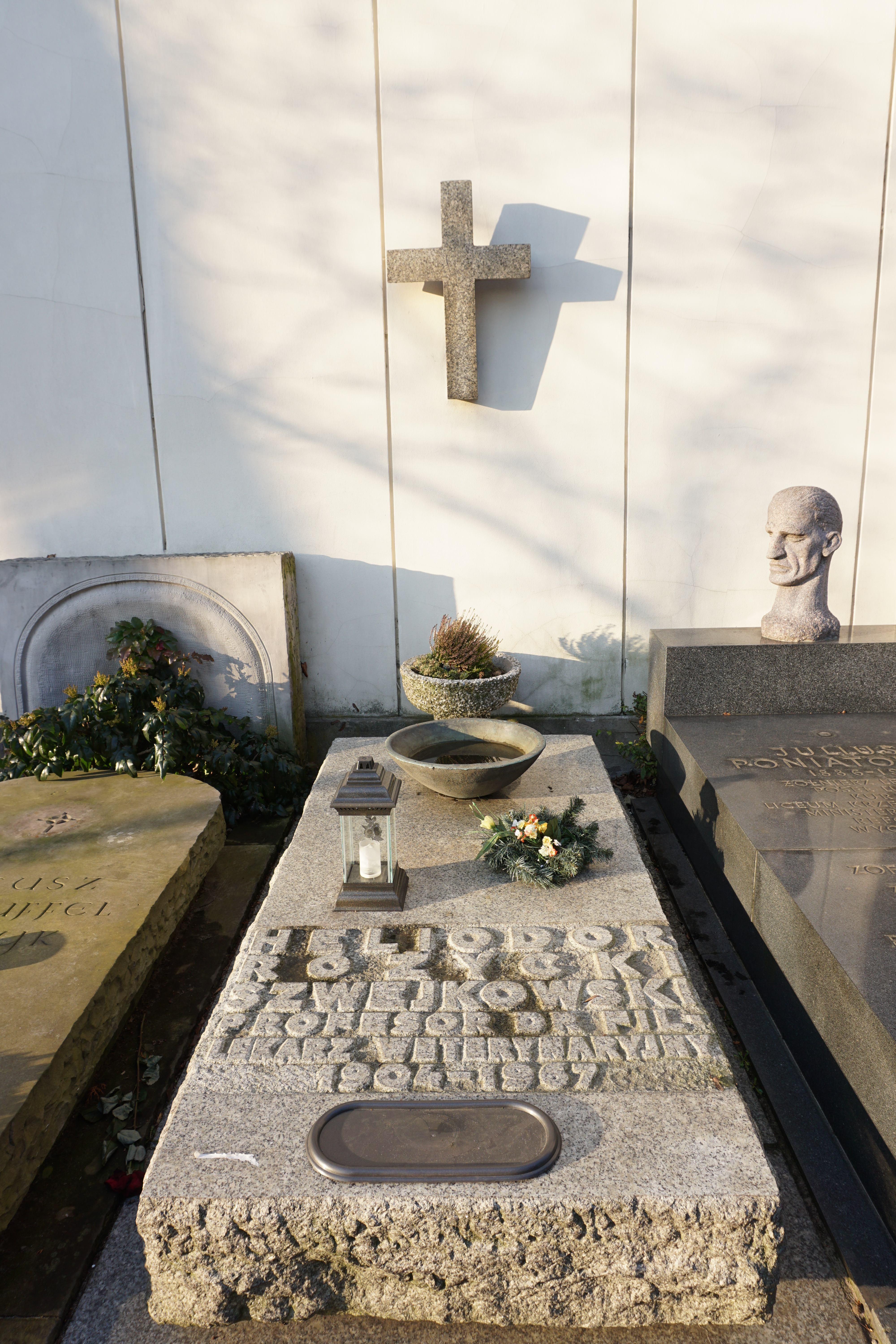
Grób Heliodora Różyckiego-Szwejkowskiego na cmentarzu Powązkowskim

Heliodor Ireneusz Różycki-Szwejkowski (ur. 24 maja 1904, zm. 1 stycznia 1967) – polski patolog, parazytolog, wykładowca Szkoły Głównej Gospodarstwa Wiejskiego.

## Życiorys
Ukończył weterynarię na Uniwersytecie Warszawskim. W latach 1927–1932 studiował także zoologię, uzyskując doktorat w 1935. Jeszcze podczas studiów w 1935 został asystentem w Zakładzie Chemii Wydziału Weterynaryjnego Uniwersytetu  Warszawskiego, w 1928 asystentem w Zakładzie Higieny Zwierząt i Mięsoznawstwa na tym wydziale, a w 1929 asystentem Katedry Patologii Ogólnej i Anatomii Patologicznej. Od 1935 był adiunktem. 
W latach 1941–1944 pracował jako asystent Laboratorium Bakteriologiczno-Mięsoznawczego Rzeźni Warszawskiej. Po wybuchu Powstania warszawskiego zorganizował na Pradze pracownię kliniczną szpitala zakaźnego przy ul. Siennickiej. 
Po II wojnie światowej zrezygnował z pierwszego członu nazwiska "Różycki". W 1945 został wykładowcą patologii ogólnej oraz mikrobiologii na Wydziałach Lekarskim i Farmaceutycznym UW.  Habilitację otrzymał w 1946, kierował Zakładem Patologii Ogólnej i Anatomii Patologicznej, który został następnie przeniesiony na SGGW, gdzie Szwejkowski kontynuował pracę. Od 1954 był profesorem nadzwyczajnym. W latach 1955–1956 był prodziekanem Wydziału Weterynaryjnego.
Współorganizator Polskiego Towarzystwa Nauk Weterynaryjnych i jego prezes w latach 1956, 1959 i 1963. W latach 1954–1956 prezes Polskiego Towarzystwa Parazytologicznego, w 1956 prezes warszawskiego oddziału Polskiego Towarzystwa Anatomicznego, w 1958 wiceprezes Polskiego Towarzystwa Anatomopatologicznego. Odznaczony Krzyżem Kawalerskim Orderu Odrodzenia Polski. Autor licznych publikacji z zakresu anatomii patologicznej. Pochowany w alei zasłużonych cmentarza Powązkowskiego (grób 150).